# Félix Meynet

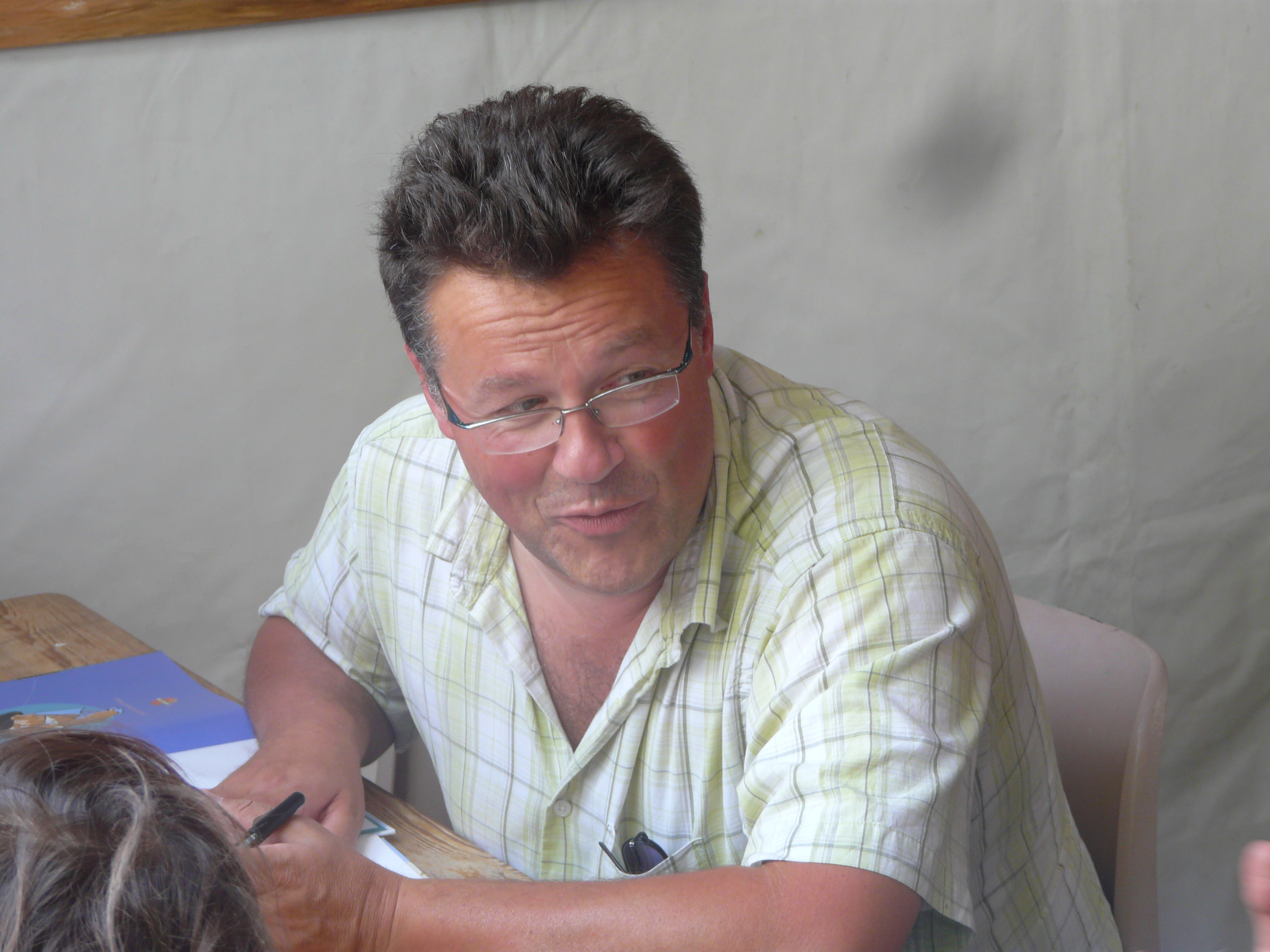
Félix Meynet

Félix Meynet (* 26. November 1961 in Saint-Jeoire, Département Haute-Savoie) ist ein französischer Comiczeichner.
Meynet arbeitete nach seiner Schulausbildung zunächst als Skilehrer und als Dekorateur von Snowboards. 1987 stellte er seine Arbeiten beim französischen Verlag Glénat vor.
Von Meynet stammen Zeichnungen für die Comicreihen  M & M (fr. Double M, Text: Pascal Roman) und Tatjana K. (fr. Tatiana K., Text: François Corteggiani) sowie für Die Ewigen und Ein Kriminalfall mit Fanfoué; für letztere schrieb er zudem das Szenario. Mit  Yann als Texter realisierte er die Western-Comic-Serie  Sauvage, die nach Vorabdruck im Magazin  ZACK bei Salleck in Alben-Form erscheint.